# Kim Chang-ho

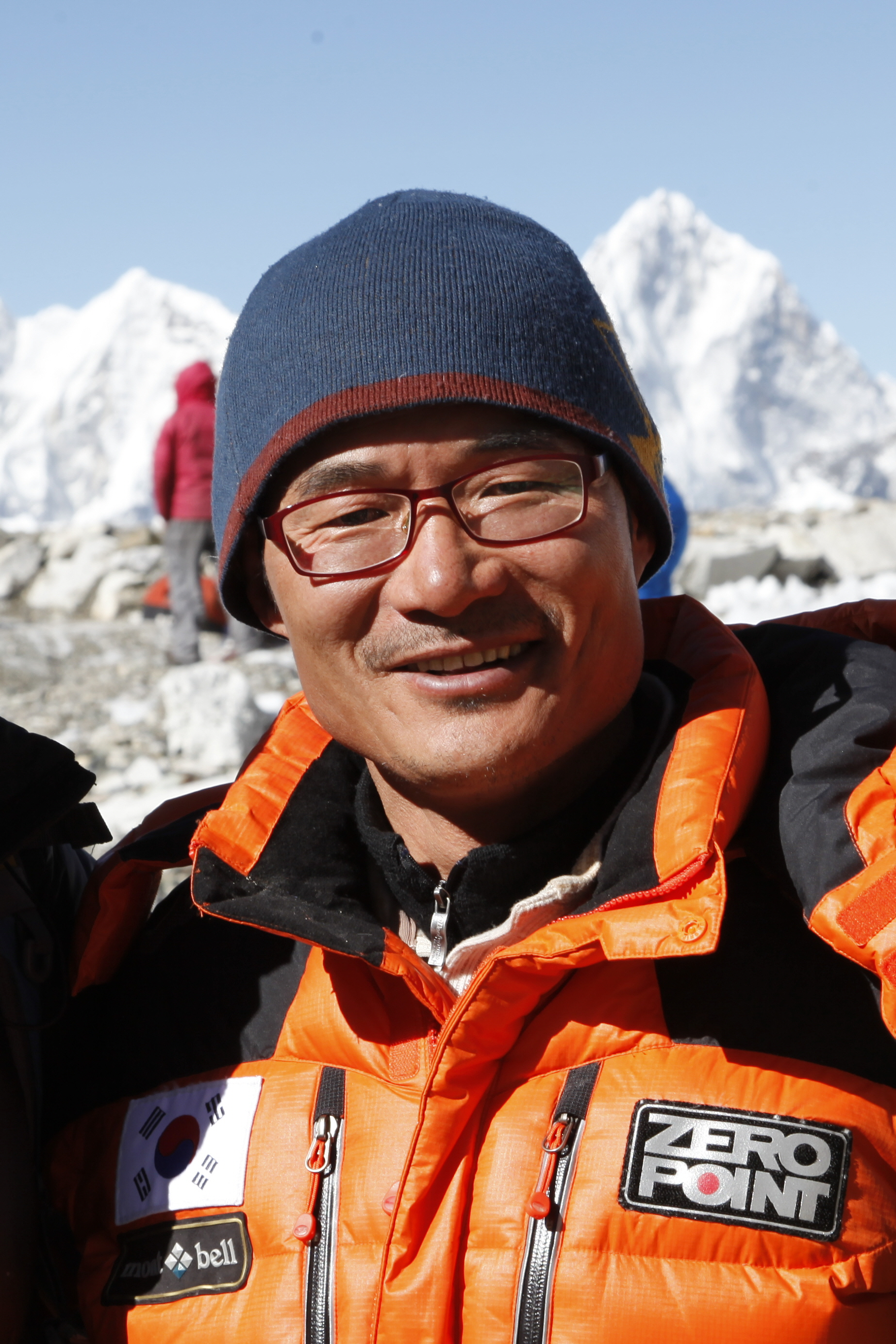
Kim Chang-ho

Kim Chang-ho (kor.: 김창호; * 1969 in Yecheon, Gyeongsangbuk-do, Südkorea; † 13. Oktober 2018 in Gurja Himal auf 3500 m Höhe, Himalaya, Nepal) war ein südkoreanischer Höhenbergsteiger. Er hat alle Achttausender ohne die Zuhilfenahme von Flaschensauerstoff bestiegen und ist somit der vierzehnte Mensch und sogleich der erste Südkoreaner, dem dies gelang. Zudem unterbot er mit einer Zeitspanne von nur 7 Jahren, 11 Monaten und 6 Tagen den vorherigen Rekord des Polen Jerzy Kukuczka aus dem Jahre 1987.
Kim kam am 13. Oktober 2018 zusammen mit vier weiteren Südkoreanern und vier nepalesischen Trägern im Himalaya ums Leben.